# Paradada
Paradada és en un conjunt de dades o una enquesta les dades sobre el procés pel qual es van recollir aquestes dades. Les parades d'una enquesta solen ser "dades administratives sobre l'enquesta".
Alguns exemples de temes de dades sobre una enquesta inclouen les hores del dia en què es van realitzar les entrevistes, quant de temps van durar les entrevistes, quantes vegades hi va haver contactes amb cada entrevistat o intents de contactar amb l'entrevistat, la reticència de l'entrevistat i la manera de comunicació (com ara per telèfon, pàgina web, correu electrònic o directament en persona). Així, hi ha paradades sobre cada observació de l'enquesta. Aquests atributs afecten els costos i la gestió d'una enquesta, els resultats d'una enquesta, les avaluacions dels entrevistadors i les inferències que es poden fer sobre els no enquestats.
La informació de la paradada es pot utilitzar per ajudar a assolir els objectius d'una enquesta. Per exemple, les respostes primerenques poden ser principalment d'un tipus d'enquestat, i els col·leccionistes sabent-ho poden centrar-se a arribar als altres tipus de manera que l'enquesta tingui una bona cobertura de la població prevista. Així, els esforços de l'enquesta poden respondre dinàmicament a les paradades.
En principi, les metadades d'una enquesta inclouen les seves paradades.
El terme s'atribueix a Mick P. Couper investigador sobre enquestes a la Universitat de Michigan el qual el començà a citar l'any 1998.